# Miranda Frost
Miranda Frost är en fiktiv figur i den tjugonde James Bond-filmen Die Another Day. Hon spelas av Rosamund Pike. Frost är en dubbelagent; å ena sidan arbetar hon för MI6, å andra sidan är hon i slutänden kumpan till Gustav Graves, huvudskurken i filmen.

## Biografi
Miranda Frost har gått på Harvard och hon tog guld i fäktning under OS i Sydney 2000. Det skedde dock efter att en av Graves hantlangare fick i en dödlig mängd dos dopningsmedel i den riktiga vinnaren. Det var så hon började arbeta med Graves. Hennes tränare, Verity, spelas av Madonna.
M skickar iväg Frost för att arbeta tillsammans med Bond, trots Frosts tveksamhet till hans arbetsmetoder. När Bond är nära att fångas för att ha spionerat omkring ispalatset på Island, räddar hon honom genom att hålla om honom och kyssa honom, vilket får vakterna att tro att de bara jagat två förälskade. Det avslöjas dock strax att hon har jobbat för överste Moon i väst och att det var hon som avslöjade Bonds identitet när han var i Nordkorea för att döda diktatorn, vilket ledde till att han tillfångatogs. Enligt M upptäckte hon att Frost och Moon var lagkamrater på Harvards fäktningsteam. Ombord på Grave's flygplan dödar Giacinta "Jinx" Johnson henne genom att hugga henne i bröstkorgen med en kniv spetsad genom Krigskonsten.
Hennes sista ord var "I can read your every move."